# Iolu Abil
Iolu Johnson Abbil (ur. 1942 w Lauaneai) – vanuacki polityk, prezydent Vanuatu od 2 września 2009 do 2 września 2014.

## Życiorys
Iolu Abbil urodził się w 1942 w wiosce Lauaneai na wyspie Tanna. Jego ojciec, George Yavinian, prowadził własny sklep. Początkowo kształcił się w miejscowej szkole w Lenakel na wyspie Tanna. W latach 1965–1958 uczęszczał do Lenakel Senior Primary School. Następnie studiował w Onesua High School.
Po zakończeniu nauki, w 1964 rozpoczął pracę w Departamencie Współpracy British National Service, w którym spędził 16 lat. Rozpoczął w tym czasie dodatkowe szkolenia zawodowe na Fidżi oraz w Papui-Nowej Gwinei, a następnie dwuletnie studia na Loughborough International Cooperative College w Wielkiej Brytanii. W 1973 ukończył trzymiesięczne studium administracji i zarządzania na University of South Pacific w Suvie na Fidżi.
W 1980 Abbil wszedł w skład gabinetu premiera Waltera Liniego, pierwszego krajowego rządu po ogłoszeniu niepodległości. Od listopada 2004 do kwietnia 2005 pełnił funkcję Rzecznika Praw Obywatelskich Vanuatu.

### Prezydent
W sierpniu 2009 Iolu Abbil został jednym z 11 kandydatów do urzędu prezydenta w wyborach we wrześniu 2009. Na stanowisko szefa państwa został wybrany w trzecim głosowaniu 2 września 2009. Uzyskał 41 głosów, o dwa więcej niż wymaga większość. Jego główny rywal, były prezydent Kalkot Mataskelekele, otrzymał 16 głosów poparcia. W dwóch wcześniejszych rundach głosowania żaden z kandydatów nie uzyskał wymaganej liczby głosów. W pierwszej rundzie 1 września 2009, Abbil otrzymał 11 głosów, a w drugiej 2 września - 26 głosów. Rozstrzygnięcie przyniosło dopiero trzecie głosowanie po tym, jak cała koalicja rządowa opowiedziała się za kandydaturą Abbila.
2 września 2009 Iolu Abbil został oficjalnie zaprzysiężony na stanowisku prezydenta Vanuatu.